# Denkmal der Gefallenen der Widerstandsbewegung
Das Denkmal der Gefallenen der Widerstandsbewegung (dänisch: Modstandsbevægelsens faldne) ist ein Denkmal in Kopenhagen. Es wurde von Morten Nielsen erschaffen und erinnert an die Gefallenen des Widerstandes gegen die deutsche Besatzung von Dänemark im Zweiten Weltkrieg.

## Geschichte
1945 wollte der Dänische Widerstand (im Speziellen die Amagers Partisanen) auf der Kopenhagener Insel Amager ihren gefallenen Kameraden ein Denkmal setzen. Diese Aufgabe wurde dem Bildhauer Morten Nielsen übertragen, der zwischen 1945 und 1949 der das Denkmal schuf. Das Denkmal wurde am 5. Mai 1949 eingeweiht.

## Beschreibung
Das Denkmal ist 4,5 Meter hoch und besteht aus Bornholmer Granit. Es besteht aus einer Skulpturengruppe, mit einer stehenden und einer gefallenen Person, die auf einem hohen Granitsockel steht.
Auf der Vorderseite des Sockels steht:
DU VANDRER DER STANDSER PÅ DENNE PLET, SKAL MINDES DEM, DER GAV DERES LIV FOR FRIHED OG RET OG VORT FÆLLES HJEM, OG NÅR DU ATTER MED TRAVLHED GÅR TIL DIN DAGLIGE DONT, SKAL DU HUSKE PÅ, AT DU STÅR I EN FRIHEDSFRONT. REJST AF MODSTANDSBEVÆGELSEN PÅ AMAGER TIL MINDE OM FALDNE KAMMERATER (Ihr, die ihr an diesem Ort anhaltet, sollt derer gedenken, die ihr Leben für Freiheit und Gerechtigkeit und unser gemeinsames Heim gaben, und wenn ihr zu eurem Alltag zurückkehrt, sollt ihr daran denken, dass ihr an einer front für die Freiheit steht. Errichtet von der Widerstandsbewegung in Amager zu Gedenken an die Gefallenen Kameraden)
.
Auf den anderen drei Seiten des Sockels sind die Namen von 76 Männern und Frauen aus Amager eingraviert, die während des Zweiten Weltkriegs im Kampf gegen die deutsche Besatzung ihr Leben ließen. Neben den Jahreszahlen 1943, 1944 und 1943–45 steht die Inschrift:
I DERES FALD VAR SEJR (In ihrem fall war der Sieg)
.